# دتگن
دتگن (به آلمانی: Dätgen) یک شهر در آلمان است که در رندسبورگ-اکرنفورده واقع شده است. دتگن ۵۸۷ نفر جمعیت دارد.